# Navès (Spagna)
Navès è un comune spagnolo di 278 abitanti situato nella comunità autonoma della Catalogna.